# Khaled al-Obaidi
Khaled al-Obaidi, né en 1958 à Mossoul, est un homme politique irakien.
Depuis octobre 2014, il est ministre de la Défense de l'Irak. Le 25 août 2016, il est destitué par le Parlement.